# Novo Nordisk Foundation
Die Novo Nordisk Foundation (dänisch: Novo Nordisk Fonden) ist eine international agierende dänische Stiftung, die sich auf medizinische Behandlung und Forschung konzentriert. Im Jahr 2020 verfügte die Stiftung über ein Nettovermögen von 73,1 Mrd. US-Dollar (457 Mrd. Dänische Kronen) und war damit die größte Stiftung Dänemarks und der Welt nach Stiftungsvermögen. Die Novo Nordisk Foundation ist Eigentümerin der Novo Holdings A/S, einer Holdinggesellschaft und Mehrheitsaktionärin von Novo Nordisk. Die Stiftung verfolgt das Ziel, wissenschaftliche, humanitäre und soziale Zwecke zu unterstützen.

## Geschichte
1922 erhielt der dänische Professor August Krogh die Genehmigung, in den nordischen Ländern Insulin herzustellen. Dies war die Initialzündung für die Entwicklung neuer Diabetesbehandlungen und der Beginn eines bedeutenden dänischen Geschäfts- und Exportunternehmens. Es wurden auch mehrere Stiftungen gegründet, die später in der Novo Nordisk Foundation aufgegangen sind, welche seit 1989 in ihrer heutigen Form besteht.
Zwischen 2010 und 2015 hat die Stiftung mehr als 1,3 Milliarden US-Dollar für Forschung, Innovation, Behandlung, Bildung sowie humanitäre und soziale Zwecke ausgeschüttet. Die Stiftung vergibt in der Regel mehr als 300 Millionen US-Dollar pro Jahr für die Forschung in den Bereichen Lebenswissenschaften und Biowissenschaften. Der Schwerpunkt liegt auf der biomedizinischen und biotechnologischen Forschung, aber die Stiftung vergibt auch Stipendien für die Forschung in den Bereichen Allgemeinmedizin und Familienmedizin, Pflege und Kunstgeschichte.
Im Jahr 2020 vergab die Stiftung 0,91 Milliarden Dollar (5,54 Milliarden Dänische Kronen) und zahlte Zuschüsse in Höhe von 0,75 Milliarden Dollar (4,6 Milliarden Dänische Kronen) aus.

## Struktur
Die Novo Nordisk Foundation ist über ihre Tochtergesellschaft Novo Holdings Haupteigentümerin von Novo Nordisk und Novozymes. Neben Novo Nordisk und Novozymes ist die Stiftung auch Hauptaktionärin von mehr als 75 anderen Unternehmen. Die finanzielle Ausstattung der Stiftung wird durch Dividenden und Erträge aus diesen Investitionen aufrechterhalten.

## Tätigkeiten
Die Zuschüsse, welche die Stiftung vergibt, dienen in erster Linie der Förderung der Forschung in den Bereichen Biomedizin, Biotechnologie, Allgemeinmedizin, Krankenpflege und Kunstgeschichte an öffentlichen Wissenseinrichtungen. Zu den humanitären und sozialen Zwecken gehört auch das Forschungskrankenhaus Steno Diabetes Center. Darüber hinaus vergibt die Novo Nordisk Foundation jedes Jahr eine Reihe von Preisen, um Einzelpersonen anzuerkennen und auszuzeichnen.

## Stiftungsmitglieder
- Lars Rebien Sørensen